# Alleanza del Nuovo Cittadino
L'Alleanza del Nuovo Cittadino (in slovacco: Aliancia nového občana - ANO) è un partito politico slovacco fondato nel 2002 da Pavol Rusko, uno dei proprietari dell'emittente televisiva Markíza.
L'acronimo della sua denominazione rimandava ad un duplice significato: áno significa sì.
Nel 2011 assunse la denominazione di Partito del Mondo Libero di Nora Mojsejová (Strana Slobodné Slovo Nory Mojsejovej), nel 2013 quella di Cittadini (Občania) e nel 2014 quella di IDEA.
Si dissolse nel 2017.

## Storia
Il partito si presentò alle elezioni parlamentari del 2002 raccogliendo l'8,5% dei voti; insieme a Movimento Cristiano-Democratico, Unione Democratica e Cristiana Slovacca - Partito Democratico e Partito della Coalizione Ungherese entrò a far parte del nuovo governo guidato da Mikuláš Dzurinda e nel 2003 Rusko divenne ministro dell'economia.
Rusko fu costretto alle dimissioni nel 2005, dopo uno scandalo legato ad una cambiale di 100 milioni di corone da lui firmata quando era già ministro. Fu così che ANO lasciò l'esecutivo, ma la componente favorevole alla prosecuzione dell'esperienza di governo dette vita al movimento "Speranza" (Nádej), cui aderì, tra gli altri, Jirko Malchárek, nuovo ministro dell'economia. Alle elezioni parlamentari del 2006 ANO perse la propria rappresentanza crollando all'1,42%; del pari, Nadej raccolse solo lo 0,64%.

## Risultati elettorali
| Elezione          | Voti    | %    | Seggi    |
| ----------------- | ------- | ---- | -------- |
| Parlamentari 2002 | 230.309 | 8,01 | 15 / 150 |
| Europee 2004      | 32.653  | 4,65 | 0 / 14   |
| Parlamentari 2006 | 32.775  | 1,42 | 0 / 150  |